# Liste der denkmalgeschützten Objekte in Roitham am Traunfall
Die Liste der denkmalgeschützten Objekte in Roitham am Traunfall enthält die 9 denkmalgeschützten, unbeweglichen Objekte der oberösterreichischen Gemeinde Roitham am Traunfall im Bezirk Gmunden.

## Denkmäler
| Foto |                 | Denkmal | Standort                                 | Beschreibung | Metadaten |
| ---- | --------------- | --- | ---------------------------------------- | --- | --- |
| ja   | Datei hochladen | Bauernhofanlage, Franz in Watzing/Andertes Gut zu Watzing Nr. 19 zu Außerpühret HERIS-ID: 90433 Objekt-ID: 105120seit 2012 | Watzing 3 Standort KG: Ausserpühret      | | BDA-Hist.: Q37747232 Status: Bescheid Stand der BDA-Liste: 2025-06-30 Name: Bauernhofanlage, Franz in Watzing/Andertes Gut zu Watzing Nr. 19 zu Außerpühret GstNr.: 165/1 |
| ja   | Datei hochladen | Pfarrhof HERIS-ID: 90276 Objekt-ID: 104959                                                                                 | Pfarrhofstraße 5 Standort KG: Roitham    | | BDA-Hist.: Q37746004 Status: § 2a Stand der BDA-Liste: 2025-06-30 Name: Pfarrhof GstNr.: .368                                                                             |
| ja   | Datei hochladen | Kath. Pfarrkirche hl. Jakob der Ältere HERIS-ID: 52524 Objekt-ID: 59538                                                    | Raiffeisenplatz 10 Standort KG: Roitham  | Ein spätgotischer Sakralbau mit einem mächtigen vorgestellten Westturm.                                                                            | BDA-Hist.: Q23541941 Status: § 2a Stand der BDA-Liste: 2025-06-30 Name: Kath. Pfarrkirche hl. Jakob der Ältere GstNr.: .322 St. Jakob in Roitham                          |
| ja   | Datei hochladen | Friedhof christlich HERIS-ID: 91093 Objekt-ID: 105809                                                                      | Raiffeisenplatz 10 Standort KG: Roitham  | | BDA-Hist.: Q37752285 Status: § 2a Stand der BDA-Liste: 2025-06-30 Name: Friedhof christlich GstNr.: 1301, .323, .326                                                      |
| ja   | Datei hochladen | Kriegerdenkmal HERIS-ID: 90287 Objekt-ID: 104972                                                                           | Raiffeisenplatz 10 Standort KG: Roitham  | | BDA-Hist.: Q37746099 Status: § 2a Stand der BDA-Liste: 2025-06-30 Name: Kriegerdenkmal GstNr.: 1301                                                                       |
| ja   | Datei hochladen | Schloss Au an der Traun HERIS-ID: 24977 Objekt-ID: 21391                                                                   | Schloß Au-Straße 14 Standort KG: Roitham | Urkundlich 1446 erwähnt. Ein kleiner rechteckiger Bau mit kleinen Ecktürmchen und ostseitig eine freistehende Schlosskapelle aus dem Jahr um 1660. | BDA-Hist.: Q1318693 Status: Bescheid Stand der BDA-Liste: 2025-06-30 Name: Schloss Au an der Traun GstNr.: .39                                                            |
| ja   | Datei hochladen | Flößer-Kapelle HERIS-ID: 90444 Objekt-ID: 105131                                                                           | Traunfall Standort KG: Roitham           | Eine halb verfallene Kapelle (Stand 2012) am rechtsseitigen Uferhang nächst dem Traunfall; datiert mit 1714.                                       | BDA-Hist.: Q37747302 Status: § 2a Stand der BDA-Liste: 2025-06-30 Name: Flößer-Kapelle GstNr.: 1035/2                                                                     |
| ja   | Datei hochladen | Bürgerhaus, Klausmeisterhaus HERIS-ID: 90431 Objekt-ID: 105118                                                             | Traunfall 7 Standort KG: Roitham         | | BDA-Hist.: Q37747194 Status: Bescheid Stand der BDA-Liste: 2025-06-30 Name: Bürgerhaus, Klausmeisterhaus GstNr.: .110                                                     |
| ja   | Datei hochladen | Traunfallkapelle hl. Nikolaus HERIS-ID: 90445 Objekt-ID: 105132                                                            | bei Traunfall 9 Standort KG: Roitham     | Eine Kapelle aus dem Ende des 17. Jahrhunderts. | BDA-Hist.: Q64026478 Status: Bescheid Stand der BDA-Liste: 2025-06-30 Name: Traunfallkapelle hl. Nikolaus GstNr.: .109                                                    |